# Labason
Labason è una municipalità di seconda classe delle Filippine, situata nella Provincia di Zamboanga del Norte, nella regione della Penisola di Zamboanga.
Nel 1990 parte del territorio della municipalità è stato staccato per formare la nuova municipalità di Kalawit.
Labason è formata da 20 baranggay:
- Antonino (Pob.)
- Balas
- Bobongan
- Dansalan
- Gabu
- Gil Sanchez
- Imelda
- Immaculada
- Kipit
- La Union
- Lapatan
- Lawagan
- Lawigan
- Lopoc (Pob.)
- Malintuboan
- New Salvacion
- Osukan
- Patawag
- San Isidro
- Ubay